# 1580 Betulia
1580 Betulia је Амор астероид. Приближан пречник астероида је 5,8 ,
а средња удаљеност астероида од Сунца износи 2,196 астрономских јединица (АЈ).
Инклинација (нагиб) орбите у односу на раван еклиптике је 52,091 степени, а орбитални период износи 1189,032 дана (3,255 године). Ексцентрицитет орбите астероида износи 0,487.
Апсолутна магнитуда астероида износи 14,52 а геометријски албедо 0,08.
Астероид је откривен 22. маја 1950. године.